# Vilne, Krînîcikî
Vilne (în ucraineană Вільне) este un sat în așezarea urbană Bojedarivka din raionul Krînîcikî, regiunea Dnipropetrovsk, Ucraina.

## Demografie
Componența lingvistică a localității Vilne
     Ucraineană (92,86%)
     Rusă (4,46%)
     Belarusă (1,79%)
Conform recensământului din 2001, majoritatea populației localității Vilne era vorbitoare de ucraineană (92,86%), existând în minoritate și vorbitori de rusă (4,46%) și belarusă (1,79%).